# Tunnel de Santa Marina
Pour les articles homonymes, voir Santa Marina (homonymie).
Le tunnel de Santa Marina – ou túnel de Santa Marina en espagnol – est un tunnel ferroviaire espagnol entre Cañaveral et Casas de Millán, dans la province de Cáceres, en Estrémadure. Long de 3 421 m, il fait partie de la LGV Madrid - Estrémadure.